# Leonard Huxley (Autor)

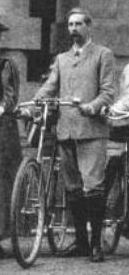
Leonard Huxley (1896)

Leonard Huxley (* 11. Dezember 1860 in London; † 3. Mai 1933 in Hampstead, London) war ein britischer Lehrer, Autor und Herausgeber.

## Leben und Wirken
Leonard Huxley war der zweite Sohn von Thomas Henry Huxley und dessen Frau Henrietta Ann. Er wurde an der University College School, der University of St Andrews und am Balliol College unterrichtet und erhielt 1883 seinen Abschluss als Literae Humaniores. 1884 begann er als Lehrer an der Charterhouse School zu unterrichten. 1900 wurde im Macmillan-Verlag die von ihm verfasste Biografie über seinen Vater veröffentlicht. 1901 nahm Huxley seine Tätigkeit beim Verlag Smith, Elder & Co. auf. Dort assistierte er Reginald John Smith (1857–1916) bei der Herausgabe des Cornhill Magazine. Nach dem Tod seines Freundes Smith und der Übernahme des Verlages durch John Murray wurde Huxley alleiniger Herausgeber des Cornhill Magazine. Zwei Jahre später erschien seine Biografie über Joseph Dalton Hooker und 1920 sein Gedichtband Anniversaries.
Am 16. April 1885 heiratete er Julia Frances Arnold (1862–1908), eine Tochter von Thomas Arnold (1823–1900). Mit ihr hatte er vier Kinder: Julian Huxley, Noel Trevenen Huxley (1889–1914), Aldous Huxley und Margaret Arnold Huxley (1899–1981). Nach dem Tod seiner ersten Frau heiratete Huxley am 23. Februar 1912 Rosalind Bruce. Aus dieser Ehe stammen die beiden Söhne David Bruce Huxley (1915–1992) und Andrew Huxley.
Huxley ist Namensgeber für den Mount Huxley im ostantarktischen Viktorialand.

## Schriften (Auswahl)
- Life and Letters of Thomas Henry Huxley. 2 Bände, Macmillan, London 1900. Band 1, archive.org – Band 2, archive.org.
- Thoughts on education chosen from the writings of Matthew Arnold. Smith, Elder & Co., London 1912 (als Herausgeber); archive.org.
- Scott’s last expedition. 2 Bände, Smith, Elder & Co., London 1913 (als Herausgeber).
- Life and Letters of Sir Joseph Dalton Hooker. 2 Bände, John Murray, London 1918 (Band 1, Band 2.)
- Anniversaries. John Murray, London 1920; archive.org.
- Thomas Henry Huxley: a character sketch. Watts & Co., London 1920; archive.org.
- Charles Darwin. Watts & Co., London 1921 (online).
- Jane Welsh Carlyle: letters to her family 1839–1863. John Murray, London 1924 (als Herausgeber).
- Progress and the unfit. Watts & Co., London 1926.
- Sheaves from the Cornhill. John Murray, London 1926.
- Elizabeth Barrett Browning: letters to her sister 1846–1859. John Murray, London 1929 (als Herausgeber).